# Robbie Stewart
Robbie Stewart (Johannesburg, 20 mei 1953) is een Zuid-Afrikaanse golfprofessional die actief was op de Southern Africa Tour (nu gekend als de Sunshine Tour), de Europese PGA Tour en de Europese Senior Tour.

## Loopbaan
Stewart werd in 1978 een golfprofessional en debuteerde op de Southern Africa Tour (nu gekend als de Sunshine Tour). In 1979 en 1980 golfde hij op de Europese PGA Tour, maar hij behaalde geen overwinningen.
In 1991 behaalde Stewart op de Southern Africa Tour zijn eerste profzege door de Highveld Classic te winnen.
In de jaren 2000 golfde Stewart op de Europese Senior Tour waar hij in 2003 een volledige golfseizoen speelde, maar hij behaalde nooit de top 10.
Momenteel runt hij met de "Robbie Stewart Golf Academy" een eigen golfschool en is tevens de hoofdcoach van de school.

## Prestaties

### Professional
Southern Africa Tour
| Nr. | Datum        | Toernooi                   | Score        | Score | Info        |
| --- | ------------ | -------------------------- | ------------ | ----- | ----------- |
| 1   | 1991         | Highveld Classic           | ?            | ?     | [ 3 ]       |
| 2   | 12 juli 1997 | Vodacom Series: Mpumalanga | 65+68+69=202 | –11   | [ 3 ] [ 4 ] |